# أبو الحسن البيهقي
علي بن زيد بن محمد بن الحسين، أبو الحسن، ظهير الدين، البيهقي، الشهير بـ«ابن فندق»، باحث ومؤرخ من سلالة الصحابي خزيمة بن ثابت.

## حياته
هو أبو الحسن ظهير الدين علي بن زيد بن محمد بن الحسين البيهقي، من سلالة الصحابي خزيمة بن ثابت. وهو غير البيهقي المحدث، والبيهقي الأديب. وُلد سنة 499 هـ في قصبة السابزوار وهي ناحية من نواحي بيهق. وتفقه وتأدب واشتغل بعلوم الحكمة والحساب والفلك. وتنقل في البلاد.
وللميرزا محمد خان الطهراني رسالة بالفارسية سماها «ترجمة أبي الحسن البيهقي» وكتب محمد مشكاة البيرجندي رسالة بالفارسية أيضًا سماها «حياة أبي الحسن البيهقي».
توفي سنة 565 هـ، ويقع ضريحه في ششتمد.

## مؤلفاته
قد أدرج بيهقي قائمة بأكثر من 70 آثاره في كتابه مشارب‌ التجارب، من مؤلفاته:
- أزاهير الرياض المريعة وتفسير الفاض المحاورة والشريعة
- تاريخ بيهق
- تتمة صوان الحكمة
- جوامع أحكام النجوم، بالفارسية
- طرائق الوسائل إلى حدائق الرسائل
- غرر الأمثال ودرر الأقوال
- لباب الأنساب والألقاب والأعقاب
- معارج نهج البلاغة
- مشارب التجارب وغوارب الغرايب
- المواهب الشريفة في مناقب أبي حنيفة
- وشاح دمية القصر ولقاح روضة العصر